# Adobi fleks
Adobe Flex je SDK (Software Development Kit) distribuiran od strane kompanije Adobe Systems za razvoj i postavljanje višeplatformskih bogatih Internet aplikacija (RIA, Rich Internet Applications) baziranim na Adobe Flash platformi. Flex aplikacije mogu biti pisane u razvojnom okruženju Adobe Flex Buider ili korišćenjem besplatnog Adobe Flex kompajlera.

## Pregled
Tradicionalni programeri aplikacija naišli su na izazov da adaptiraju animaciju za koju je Flash platforma originalno dizajnirana. Flex nastoji da smanji probleme obezbjeđujući model koji je dobro poznat ovom programerima. MXML (Macromedia eXtensible Markup Language), XML baziran markup jezik, pruža način za izradu GUI-a (Graphic User Interface). Interaktivnost se postiže korišćenjem ActionScript-a, osnovnog jezika Flash Plater-a koji je zasnovan na standardu ECMAScript. Flex SDK dolazi sa skupom komponenti za korisnički interfejs, uključujući kontrole: dugmad, liste, drveće, tabele, više text kontrola i razne kontejnere za komponente. Grafikoni su dostupni kao dodatak (engl. add-on). Ostali dodaci kao što su veb servisi, povuci i pusti (engl. drag'n'drop), modalni dijalozi, efekti animacije, stanja aplikacije, validatori forme i ostale interakcije su uključeni u frejmvork.
U višeslojnom modelu, Flex aplikacije služe kao prezentacioni sloj. Za razliku od HTML (eng. HyperText Markup Language) aplikacija, Flex aplikacije su klijenti sa stanjem, gdje promjene u stanju ne traže učitavanje nove stranice. Flex i Flash player pružaju mnogo korisnih opcija za slanje i učitavanje podataka sa serverske strane bez potrebe za ponovnim učitavanjem stranice. Ova fukcionalnost daje prednost u odnosu na HTML i JavaScript.

### Proces razvoja aplikacija
- Definisanje interfejsa aplikacije koristeći skup predefinsanih komponenti
- Raspoređivanje komponenti da zadovolje vizuelni dizajn
- Dodavanje dinamičkog ponašanja (jedan dio aplikacije vrši interakciju sa drugim)
- Povezivanje sa servisima podataka (ako je to potrebno)

## Verzije

### Flex 3
Dana 26. aprila 2007, Adobe je najavio Flex 3 SDK pod uslovima javne Mozilla licence. Adobe je objavio prvu Flex 3 betu pod imenom Moxie u junu 2007. Poboljšanja uključujući integraciju sa novim verzijama Adobeovih Creative Suite proizvoda, podršku za AIR (eng. Adobe Integrated Runtime, novi Adobeov desktop application runtime) sa dodatakom profiling i refactoring alata u Flex Builder IDE-u.
- oktobra 2007, Adobe je objavio drugu Flex 3 betu
- decemra 2007, Adobe je objavio trecu Flex 3 betu
- februara 2008, Adobe je objavio Flex 3 i Adobe AIR 1.0
- decembra 2009, Adobe je objavio verziju Flex SDK 3.5

Marta 2010, Adobe objavljuje novu verziju Flex 4, pod kodnim imenom Gumbo. Novo razvojno okruženje je nazvano Adobe Flash 
Builder, prethodno poznato kao Adobe Flex Builder.